# KTM-31
KTM-31（ロシア語: КТМ-31）は、ロシア連邦の鉄道車両メーカーであるウスチ＝カタフスキー車両製造工場（ФГУП «Усть-Катавский вагоностроительный завод имени С. М. Кирова»）が展開する路面電車車両。バリアフリーに対応した超低床電車（部分超低床電車）で、71-631という形式番号も有する。

## 概要
ウスチ＝カタフスキー車両製造工場が初めて製造した超低床電車（試作車）の71-630や、低床構造を有するボギー車（単車）のKTM-23（71-623）等の設計を基に開発された、中間に車体長が短い車体を有する3車体連接車。2010年から開発が始まり、翌2011年に試作車が公開された後、サンクトペテルブルク市電で営業運転を開始した。
前後車体の端部に設置されている動力台車（ボギー台車）には2段サスペンションが用いられ、騒音や振動を抑制する。この動力台車が設置されている箇所を除いた車内全体の70 %が床上高さ370 mmの低床構造となっており、両開き式の乗降扉（プラグドア）からはステップを経る事なく乗降が可能である他、高床部分にも片開き式のプラグドアが存在する。座席は前後車体がクロスシート、中間車体がロングシートとなっており、人間工学を用いて設計された運転台内部も含めて空調が完備されている。
主電動機にはチェコ製の三相誘導電動機が、制御装置にはVVVFインバータ制御方式が用いられており、回生ブレーキを搭載する事でエネルギー効率を高め、運用コストの抑制に貢献している。これらの電気機器は自動診断システムによって管理されており、運転台のモニターから機器の状態を確認する事が出来る。

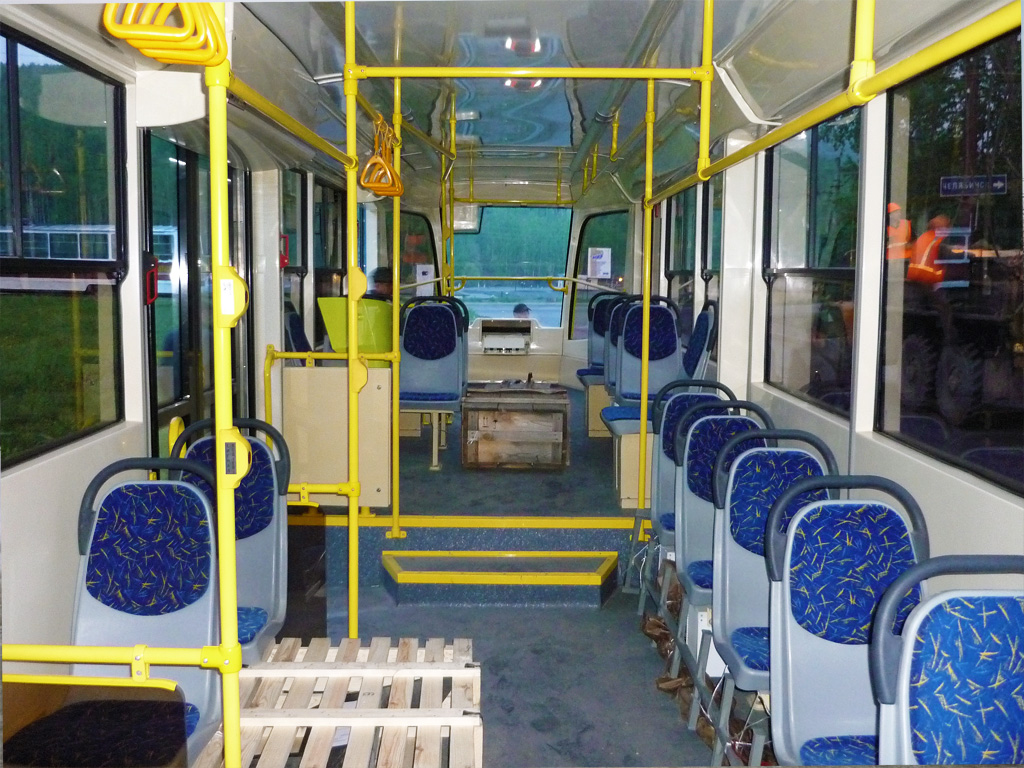
車内
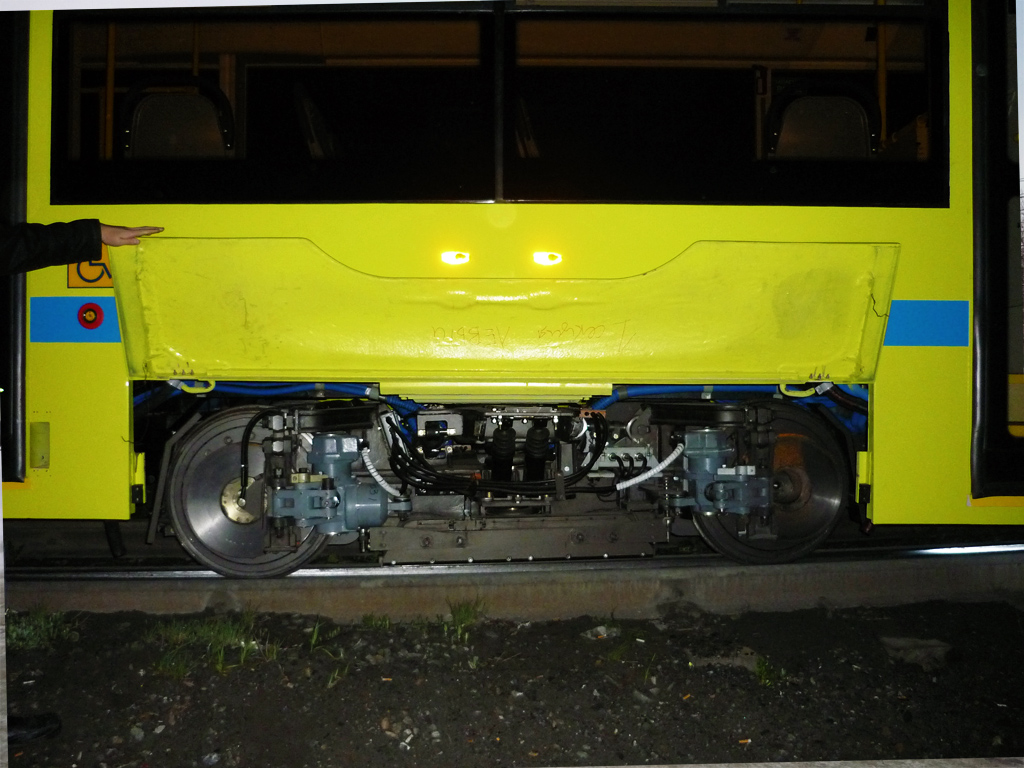
中間車体の台車には車軸や駆動装置が設置されていない
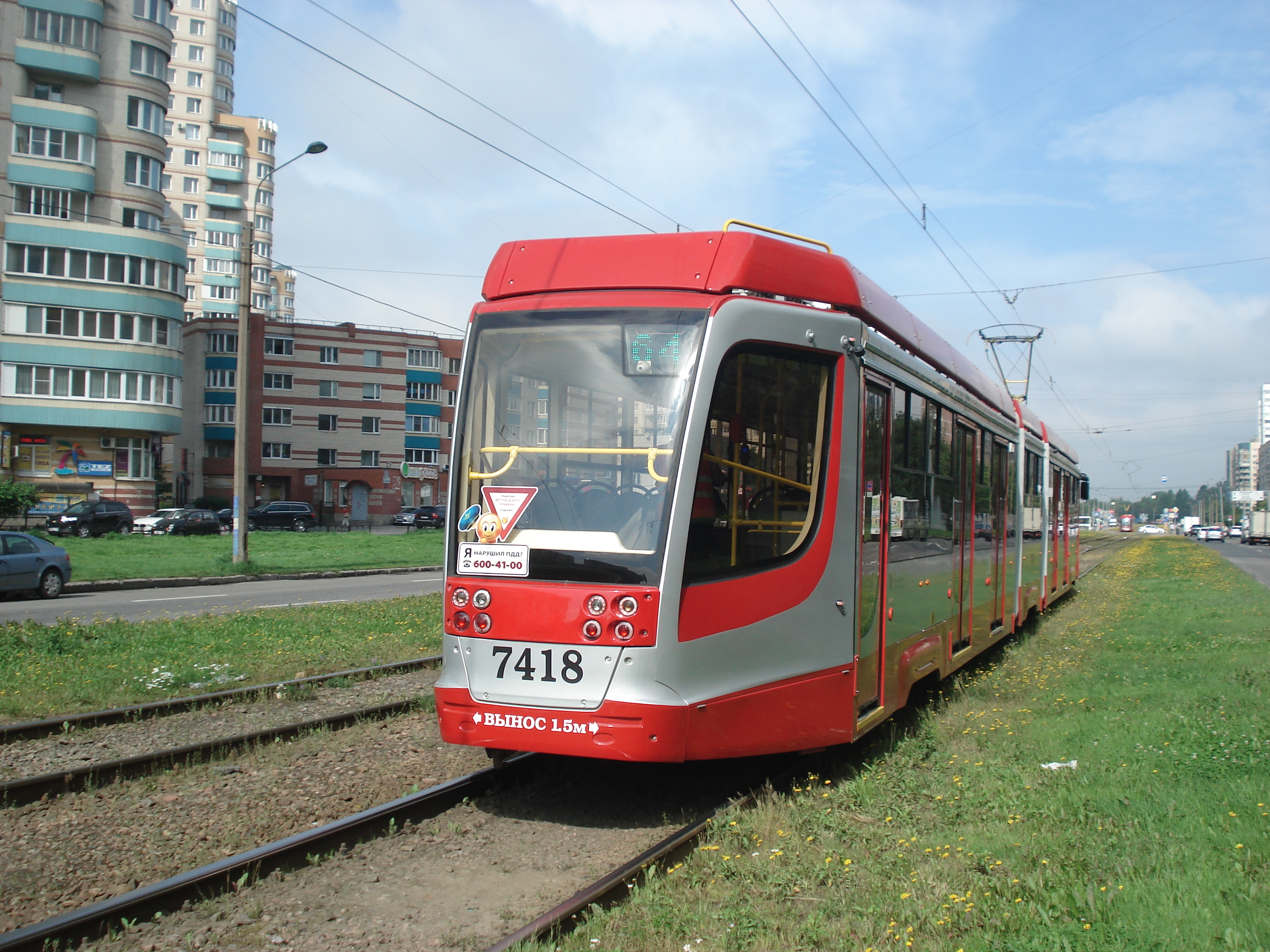
片運転台の71-631の後方車体には運転台がない

## 車種
KTM-31（71-631）は、機器や車体形状によって以下の車種が展開されている。
- 71-631 - 基本形式となる片運転台式の車両。低床部分の両開き扉は2箇所に存在する。サンクトペテルブルク市電に加えてサマーラ市電やラトビアのダウガフピルス市電に導入されている[10][5][6]。
- 71-631-01 - 引き戸式の乗降扉を有する試作車。2019年時点で1両のみ存在する[10]。
- 71-631-02 - ループ線が終端に存在しない系統でも運用可能な両運転台車両。乗降扉も車体両側に設置されているが、低床部分の両開き扉は1箇所に減少している。2019年現在サンクトペテルブルク市電に在籍する[2][10]。
- 71-631-02.02 - 71-631-02と同型の両運転台車両だが、電気機器にサンクトペテルブルクの企業であるEPRO（НПО «ЭПРО»）のものを用いた形式。車内には充電用のUSBソケットも設置された。2019年現在サンクトペテルブルク市電に在籍する[10][12]。
- 71-631-03 - 車体形状や内装の変更、空調装置の強化、充電用のUSBソケットの増設などの設計変更が行われた片運転台の形式。2019年12月現在、新型車両の大量導入により路面電車の近代化を図るクラスノダール市電へ向けて4両が導入されている[7][13]。

## 導入都市
2011年から製造が始まった71-631は、2020年の時点で以下の都市に導入されている。
| KTM-31（71-631） 導入都市一覧 | KTM-31（71-631） 導入都市一覧 | KTM-31（71-631） 導入都市一覧                   | KTM-31（71-631） 導入都市一覧 |
| 形式                          | 導入国                        | 都市                                            | 導入車両数                    |
| ----------------------------- | ----------------------------- | ----------------------------------------------- | ----------------------------- |
| 71-631                        | ロシア連邦                    | サンクトペテルブルク (サンクトペテルブルク市電) | 11両                          |
| 71-631                        | ロシア連邦                    | サマーラ (サマーラ市電)                         | 10両                          |
| 71-631                        | ラトビア                      | ダウガフピルス (ダウガフピルス市電)             | 4両                           |
| 71-631-01                     | ロシア連邦                    | サンクトペテルブルク (サンクトペテルブルク市電) | 1両                           |
| 71-631-02                     | ロシア連邦                    | サンクトペテルブルク (サンクトペテルブルク市電) | 15両                          |
| 71-631-02.02                  | ロシア連邦                    | サンクトペテルブルク (サンクトペテルブルク市電) | 16両                          |
| 71-631-03                     | ロシア連邦                    | クラスノダール (クラスノダール市電)             | 4両                           |

## ギャラリー

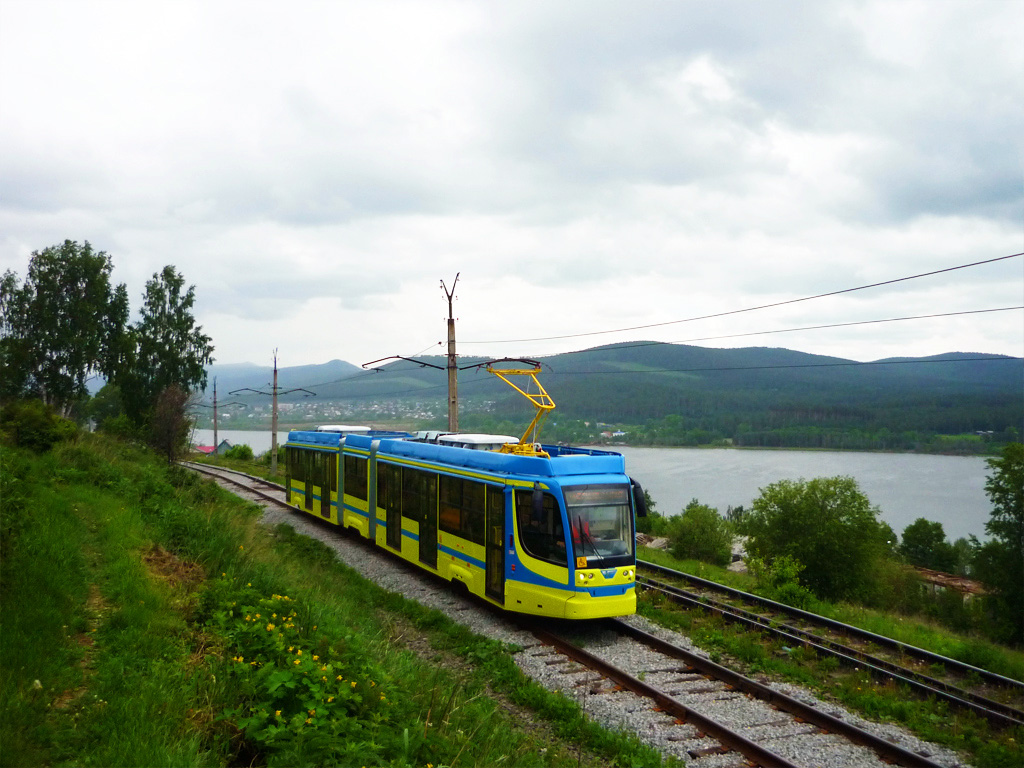
71-631（試作車、ズラトウーストでの試運転時）
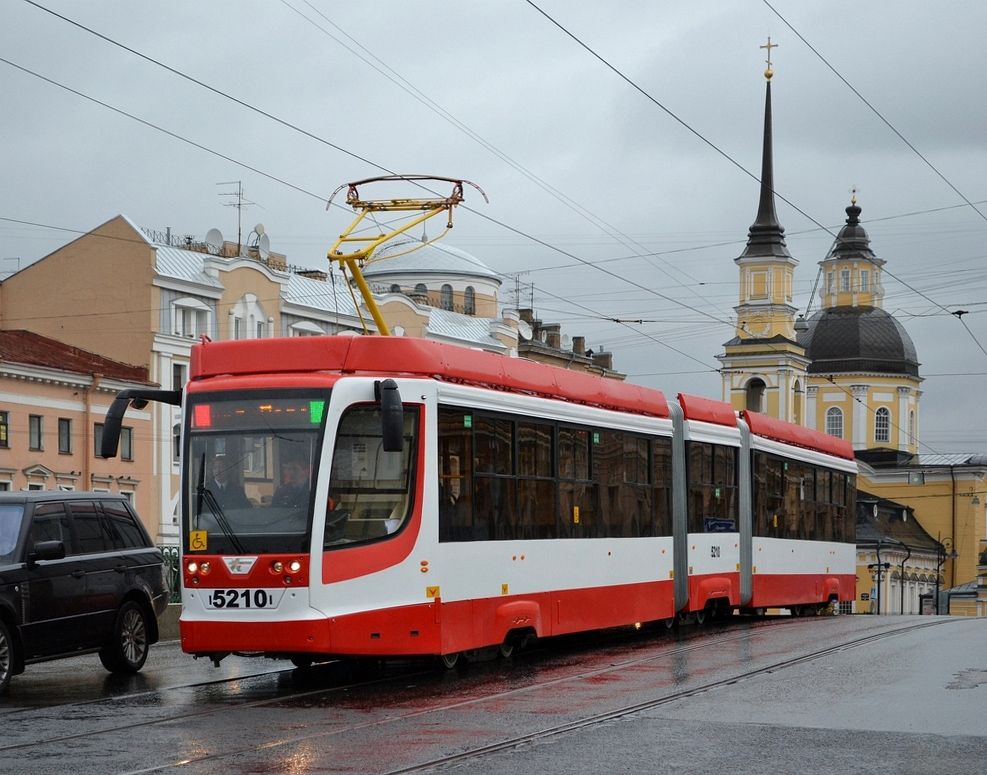
71-631（サンクトペテルブルク）
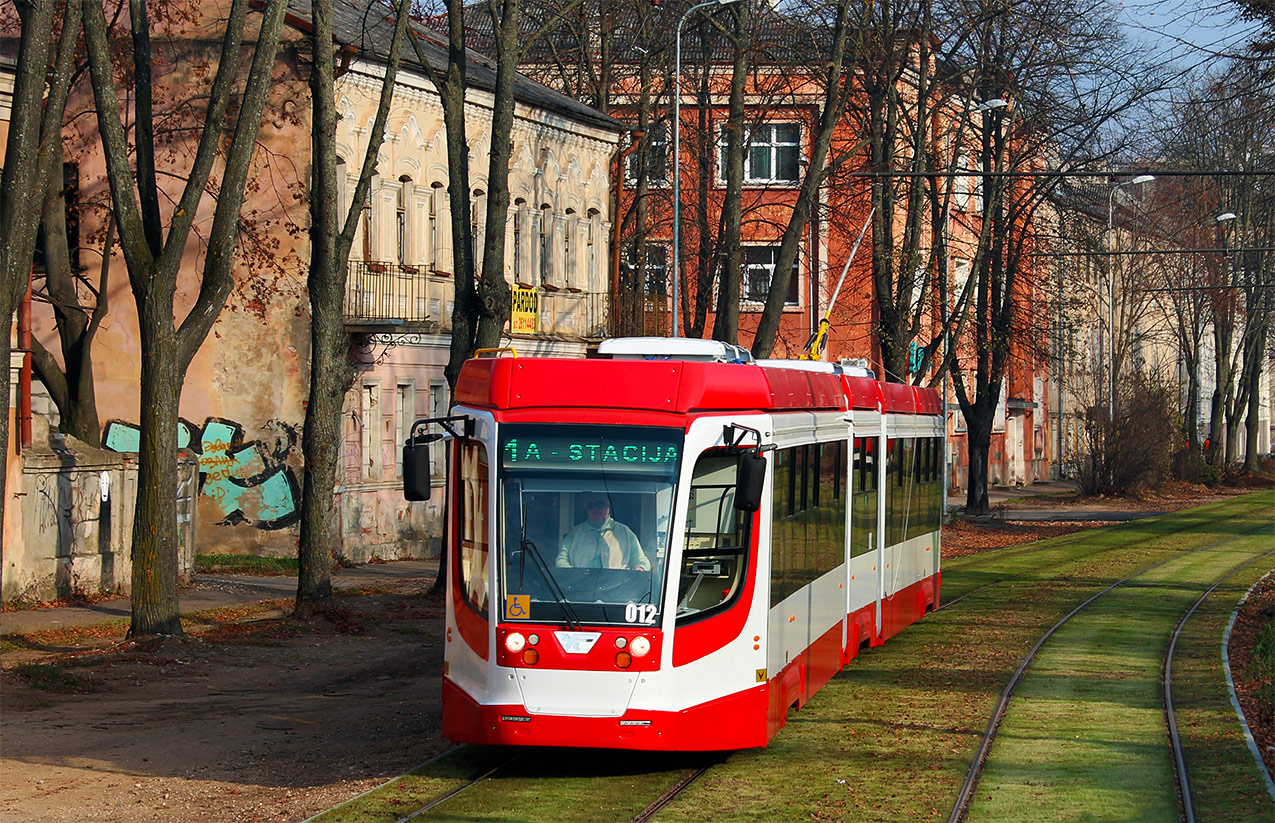
71-631（ダウガフピルス）
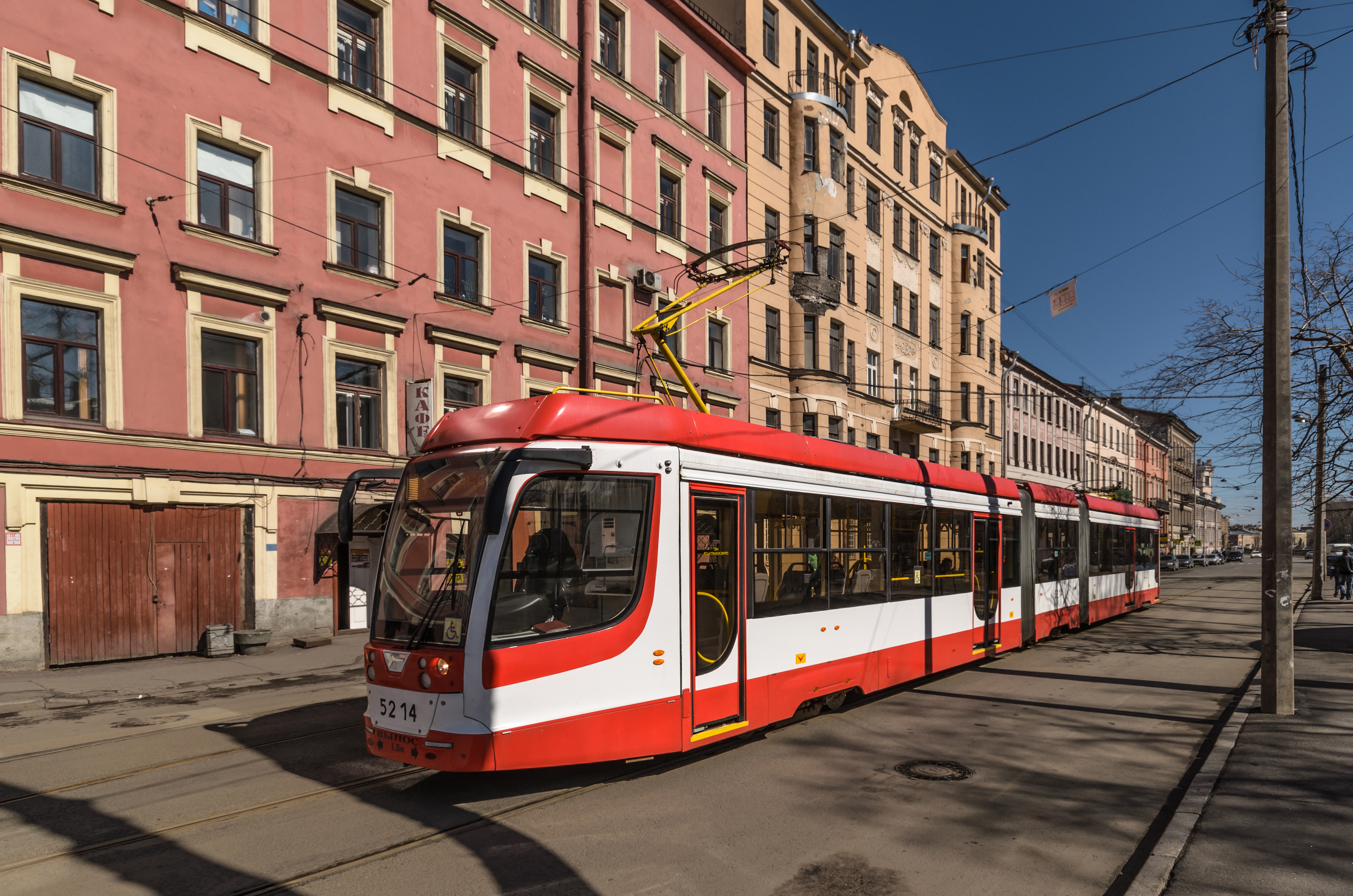
71-631-02（サンクトペテルブルク）